# دیمین پرینل
دیمین پرینل (انگلیسی: Damien Perrinelle؛ زادهٔ ۱۲ سپتامبر ۱۹۸۳) بازیکن فوتبال اهل فرانسه است.
از باشگاه‌هایی که در آن بازی کرده‌است می‌توان به باشگاه فوتبال کلرمون فوت و باشگاه فوتبال نیویورک رد بولز اشاره کرد.